# Hyman Roth
Hyman Roth – postać fikcyjna z serii Ojciec chrzestny.
Urodził się jako Hyman Suchowsky w 1891. W czasach prohibicji dorabiał na rozwożeniu alkoholu w ciężarówkach Vita Corleone, które miały transportować oliwę. Z czasem stał się najbardziej wpływowym żydowskim mafioso z Ameryki Północnej. W 1958 zlecił zamach na Michaela Corleone. Informacje uzyskał od jego brata, Fredo Corleone, a wynajął do tego mafiosów z Nowego Jorku. Michael od początku domyśla się, kto stał za atakiem i organizuje zamach na Rotha w sylwestra 1958. Wynajęty morderca w trakcie duszenia ofiary zostaje postrzelony przez kubańskiego żołnierza (była to noc rewolucji na Kubie). Od tego czasu Roth żyje w strachu, szuka schronienia w Izraelu, gdzie rząd nie daje mu obywatelstwa. Zostaje zastrzelony w 1960 przez Rocco Lamponego w trakcie udzielanego wywiadu.
W filmie Ojciec chrzestny II Hymana Rotha grał Lee Strasberg.
Jednym z pierwowzorów postaci miał być Meyer Lansky.